# Hiệu ứng Crabtree
Được đặt theo tên nhà hóa sinh người Anh Herbert Grace Crabtree , hiệu ứng Crabtree mô tả hiện tượng mà nấm men, Saccharomyces cerevisiae, sản xuất ethanol (rượu) trong điều kiện hiếu khí và nồng độ glucose bên ngoài cao hơn là tạo ra sinh khối thông qua axit tricarboxylic (TCA), quá trình thông thường xảy ra trên không ở hầu hết các loại nấm men, ví dụ như Kluyveromyces spp. . Hiện tượng này được quan sát thấy ở hầu hết các loài thuộc họ Saccharomyces, Schizosaccharomyces, Debaryomyces, Brettanomyces, Torulopsis, Nematospora và Nadsonia. Tăng nồng độ glucose làm tăng tốc độ glycolysis (sự phân hủy glucose) dẫn đến việc sản xuất một lượng ATP đáng kể thông qua quá trình phosphoryl hóa ở mức cơ chất. Điều này làm giảm nhu cầu phosphoryl hóa oxy hóa được thực hiện bởi chu trình TCA thông qua chuỗi chuyền điện tử và do đó làm giảm tiêu thụ oxy. Hiện tượng được cho là đã phát triển như một cơ chế cạnh tranh (do tính chất sát trùng của ethanol) vào khoảng thời gian khi những trái cây đầu tiên trên Trái đất rơi xuống từ cây. Hiệu ứng Crabtree hoạt động bằng cách ức chế hô hấp bằng con đường lên men, phụ thuộc vào chất nền. Sự xuất hiện của quá trình lên men rượu không phải chủ yếu do khả năng hô hấp hạn chế, mà có thể do giới hạn của tốc độ tiêu tán năng lượng Gibbs của tế bào.
Đó là nghiên cứu về các tế bào khối u dẫn đến việc phát hiện ra hiệu ứng Crabtree. Các tế bào khối u có sự trao đổi chất tương tự, hiệu ứng Warburg, trong đó chúng ủng hộ quá trình glycolysis trong quá trình phosphoryl hóa oxy hóa.